# Muyu (Hubei)
Muyu 木鱼S, MuyuP talvolta indicata come Muyuping) è una città nel distretto forestale di Shennongjia nell', nell'ovest della provincia di Hubei, Repubblica popolare cinese. Situato sulla China National Highway 209, è il principale centro di servizi della parte meridionale del distretto.

## Descrizione
La città si estende lungo il corso superiore del torrente Xiang (Xiang Xi), che scorre dalle montagne Shennongjia a sud-est verso lo Yangtze. La valle del fiume è parallela alla China National Highway 209.
Serve come "porta" di accesso naturale alla Riserva naturale nazionale di Shennongjia (l'ingresso da Yazikou, è a 15 km a nord di Muyu), nelle cui vicinanze hanno sede la maggior parte degli hotel e dei servizi turistici della parte meridionale di Shennongjia. Un regolare servizio di minibus la collega a Yichang e Maoping (contea di Zigui). C'è anche un servizio di navetta, meno regolare verso nord, per la città di Songbai (sede del governo del distretto di Shennongjia) e Shiyan; ma la strada a nord (oltre l'incrocio di Yazikou) è ancora "mal ridotta" (dal 2009) e, inoltre, quella parte di Shennongjia è chiusa agli stranieri.

## Geografia antropica

### Suddivisioni amministrative
Comunità residenziali:
- Muyuping (木鱼坪社区), Honghuaping (红花坪社区), Xiangxiyuan (香溪源社区).
- Honghuaping (红花坪村), Sanduihe (三堆河村), Laojunshan (老君山村), Chaoshuihe (潮水河村), Qingfeng (青峰村), Shennongtan (神农坛村), Muyu (木鱼村), Qingtian (青天村).

## Galleria d'immagini

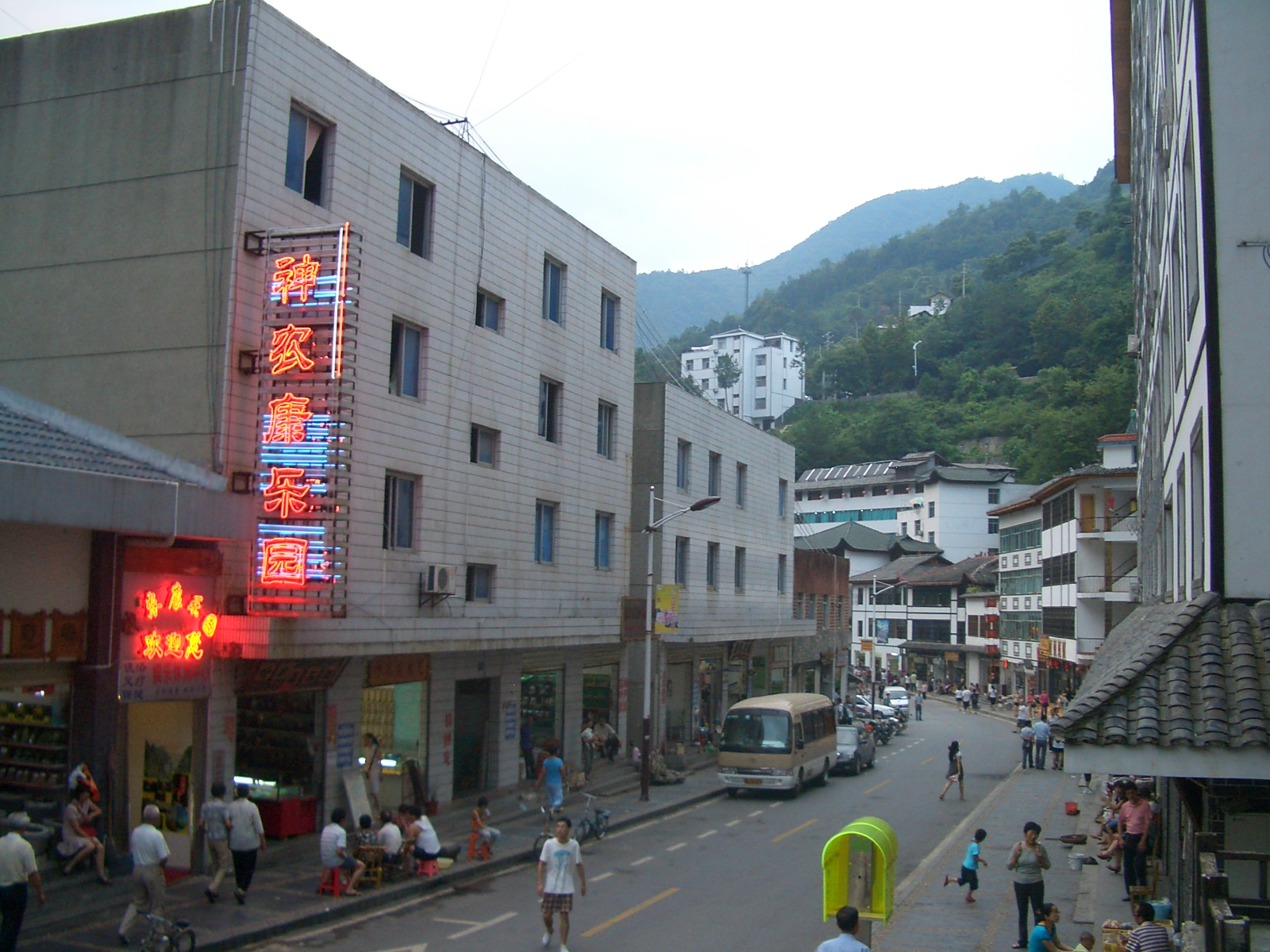
La sera nella via principale di Muyu
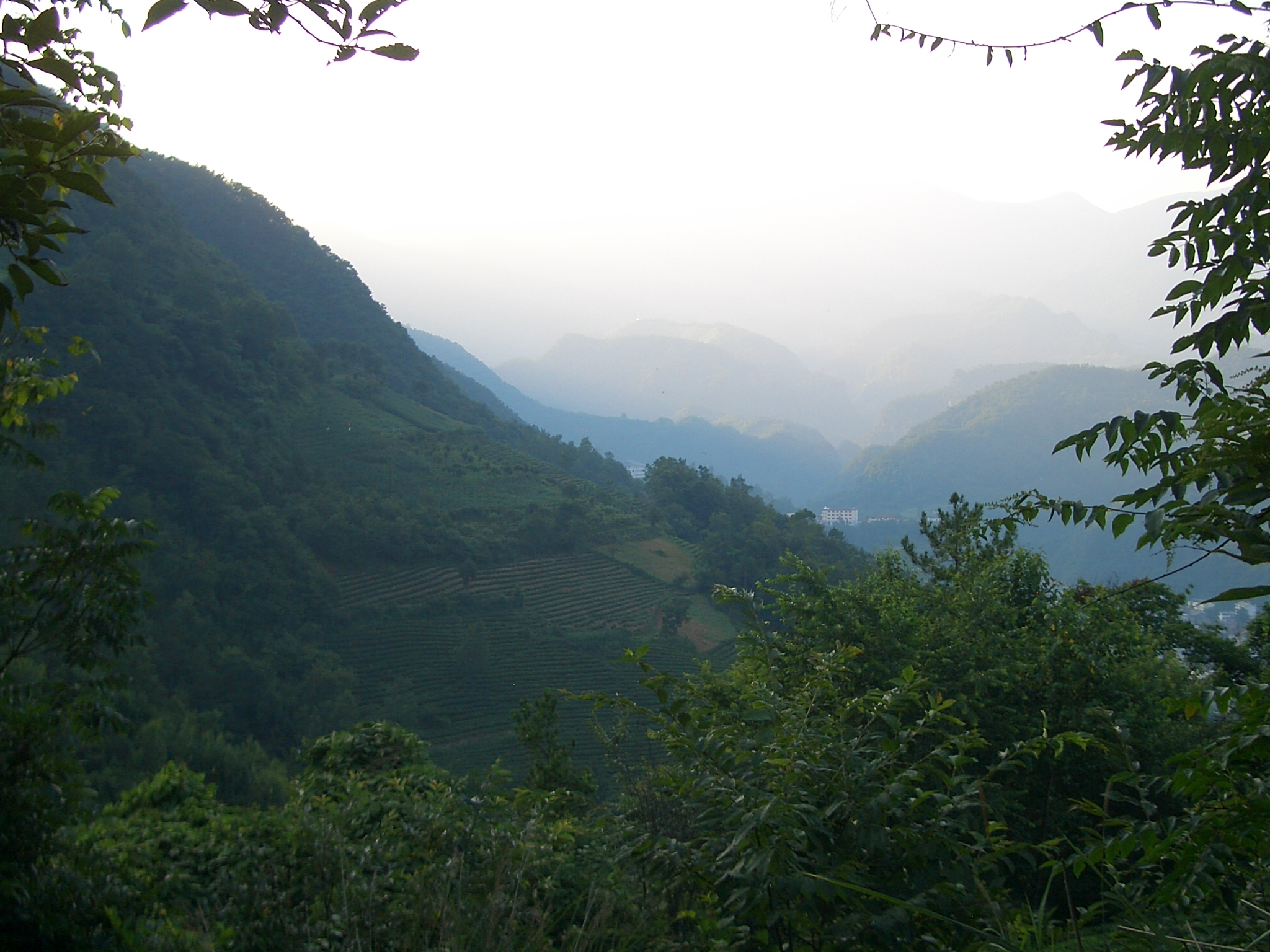
La città è adagiata in una valle di montagna le cui pendici sono coperte di foreste e piantagioni di tè
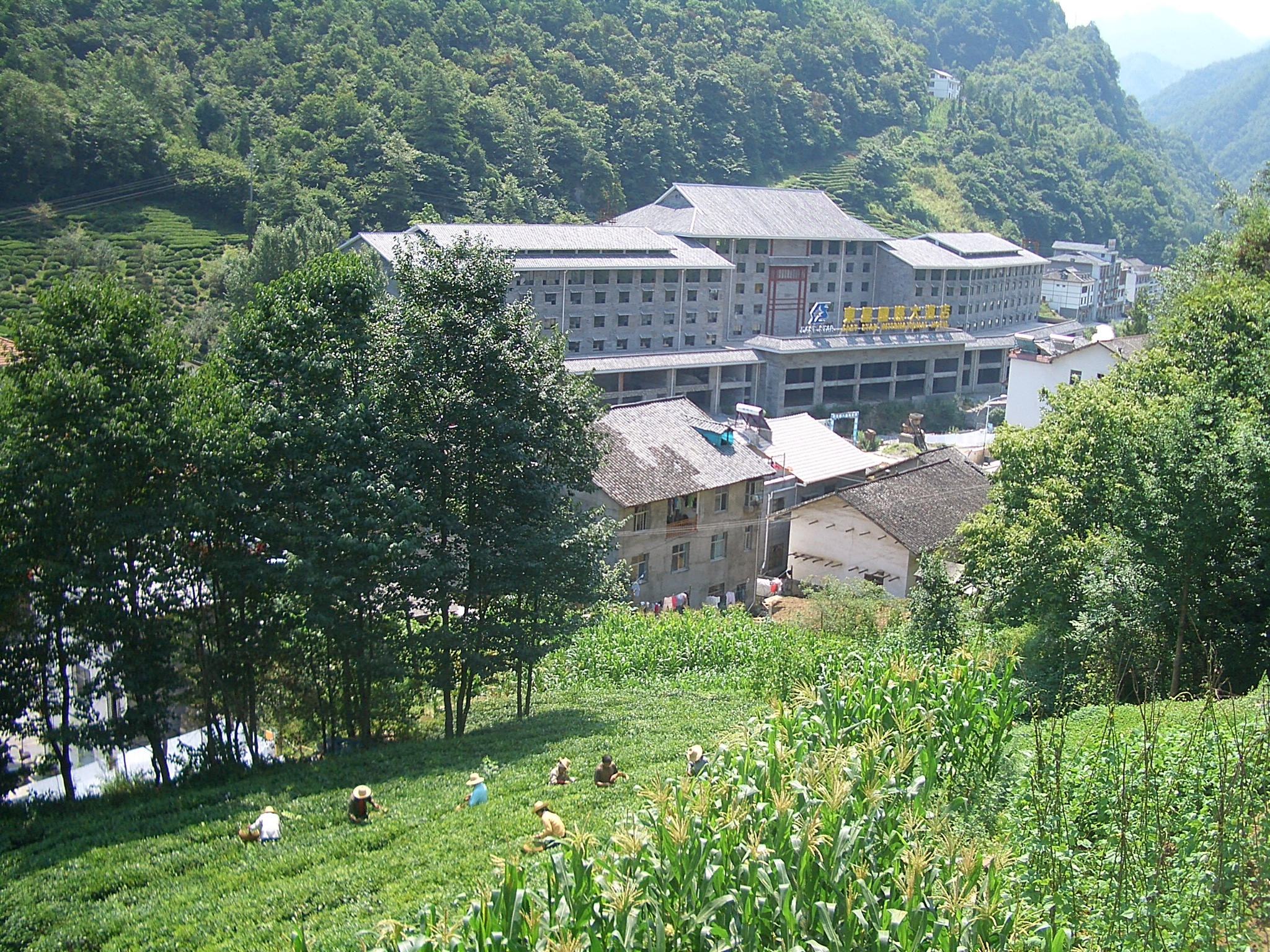
Raccolta delle foglie di tè, su un pendio proprio sopra l'area dell'hotel
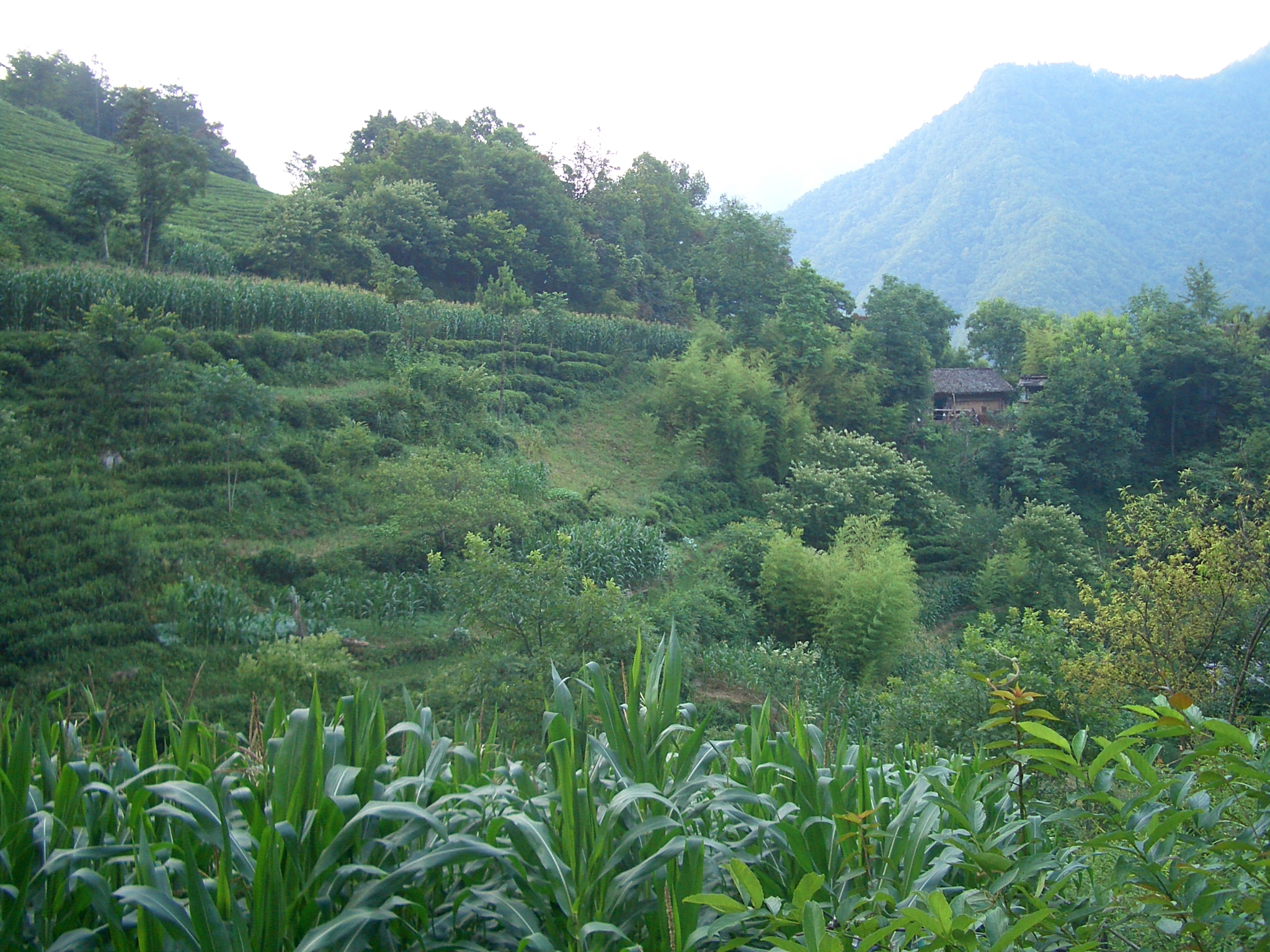
Un piccolo podere sulle pendici della collina appena fuori dal paese